# 曹营镇
曹营乡，是中华人民共和国四川省宜宾市珙县下辖的一个乡镇级行政单位。2019年8月，撤销石碑乡，将其所属行政区域划归曹营镇管辖。

## 行政区划
曹营乡下辖以下地区：
凤鸣社区村、海棠村、鹿鸣村、雨花村、龙胜村、云新村、新村和福宁村、曙光社区村、红沙村、红光村、红卫村、光明村、飞龙村和司堡村。